# Basler Weihnachtsmarkt
Der Basler Weihnachtsmarkt ist eine weihnachtliche Veranstaltung, die jährlich von Ende November bis zum 23. Dezember in Basel durchgeführt wird.

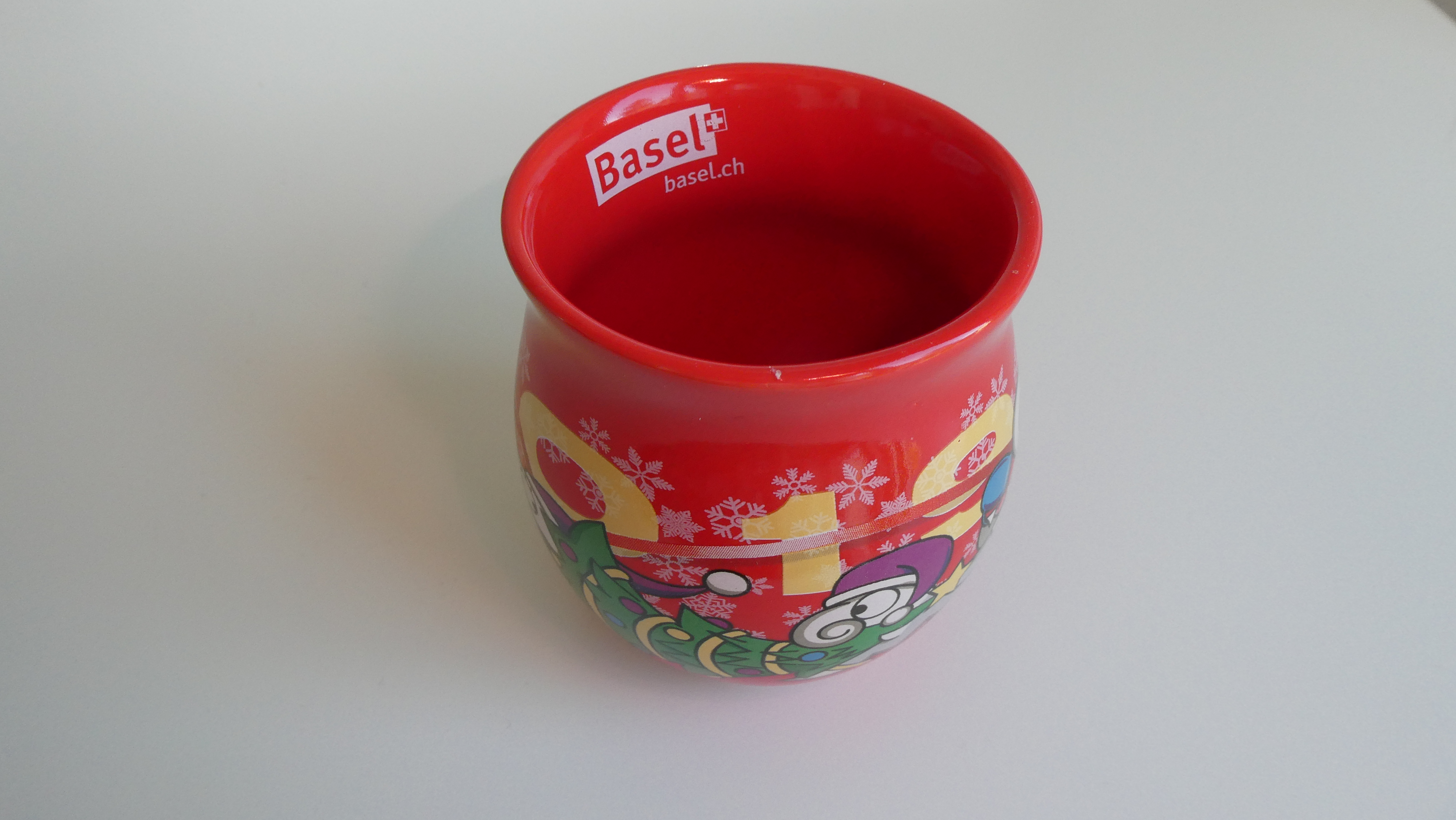
Tasse des Basler Weihnachtsmarkts, das Sujet und die Form wechseln jedes Jahr.

## Geschichte

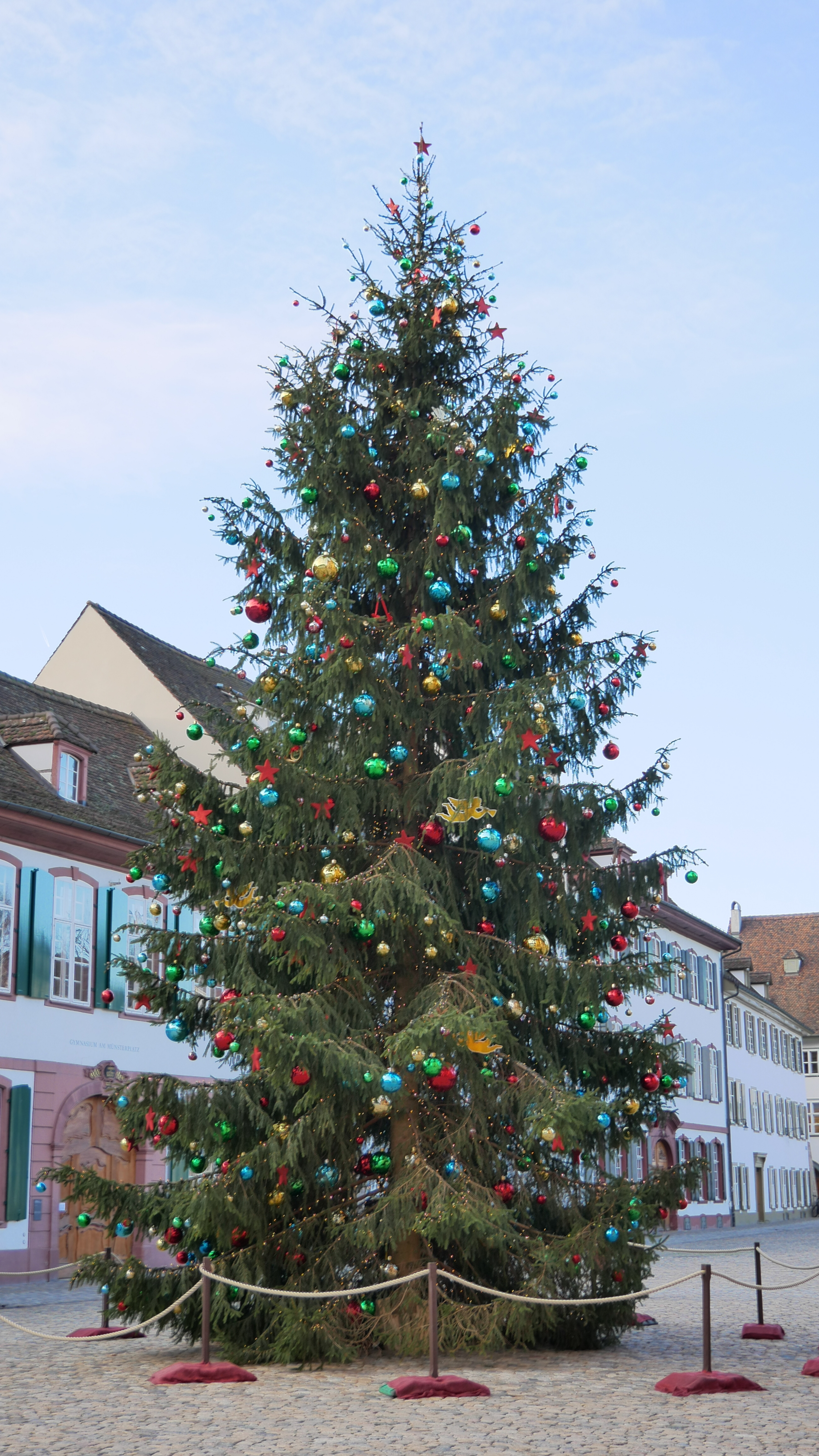
Weihnachtsbaum auf dem Münsterplatz

Der Basler Weihnachtsmarkt fand das erste Mal 1978 auf dem Claraplatz statt, er war damals durch private Veranstalter organisiert. 1979 wurde der Markt das erste Mal von der Stadt Basel organisiert. Im selben Jahr kam zum Claraplatz noch der Barfüsserplatz als Gelände hinzu. In den 1990er Jahren wurde nur noch der Barfüsserplatz als Veranstaltungsort benutzt. Von 2007 bis 2010 gehörte noch der Theaterplatz zum Gelände, dieser wurde 2011 vom Münsterplatz abgelöst. Die Anzahl der Stände hat von 1978 bis 2019 stark variiert; von 1978 mit 35 bis 2017 mit 181 Ständen. 2019 wurde eine Befragung von 250'000 Personen durchgeführt, durch diese Abstimmung landete der Markt als 6. Platz im Ranking «Best Christmas Markets in Europe 2020».
Im Jahre 2020 fand der Markt aufgrund der COVID-19-Pandemie nicht statt.